# Groep '32
Groep '32 (1932-1950), of kortweg Groep 32, is een in 1932 opgerichte clubje architecten uit de stroming van het nieuwe bouwen, en die naast de zuiver functionalistische benadering ook de architectonische esthetiek in het ontwerp betrokken. Groep '32 onderscheidde zich hiermee van Architectura et Amicitia enerzijds en De 8 en Opbouw anderzijds.

## Geschiedenis
Albert Boeken en Arthur Staal waren de grootste drijfveren achter Groep '32. Zij waren van mening dat het Nieuwe Bouwen zoals door Architectura et Amicitia was vastgelopen in een doctrine van jaren terug, en dus ontwikkeling tegenhield. De 8 en Opbouw, aan de andere kant zou het bouwen te wetenschappelijk benaderen. In hun drive naar net iets meer decor in het ontwerp deed Groep '32 een poging de classicistische barok nieuw leven in te blazen. In een tijdperk van moderne bouw gaven zij het classicisme hiermee een laatste stuip.
Het Manifest van Groep '32 luidde als volgt:

De architect heeft zijn beroep te zien als een medewerken aan de vervulling van materieele en cultureele behoeften en wenschen van den hedendaagschen mensch en samenleving. Met vermijding van ledig formalisme, verouderde tradities en schadelijke individueele werkwijzen, zonder in eenig opzicht de bestemming ondergeschikt te maken aan de uiterlijke verschijning van zijn werk, heeft hij‐ uitgaande van een analyse van de behoeften en wenschen van den veranderenden mensch, individueel en als deel van de veranderende samenleving, en door synthese deze voorkomende,‐ door ordening en klaarheid te brengen, met gebruikmaking van de middelen die de hedendaagsche wetenschap, techniek en productiemiddelen bieden, zoo veel mogelijk rechtstreeks aan deze te voldoen.

Aanvankelijk kwam de filosofie van Groep '32 hiermee dus in grote lijnen overeen met die van De 8. De 8 was van mening dat wanneer aandacht wordt besteed aan de functie van het gebouw, het vanzelf ook een mooi gebouw wordt: de vorm volgt automatisch de functie. Groep '32 hechtte alleen iets meer aan het esthetische aspect dat met architectuur komt. Later wordt dit aanvankelijke subtiele verschil in opvatting duidelijker, en leidt het gedurende een bewogen vergadering in 1938 tot een breuk. Zanstra zei hierover: "Voor de oude generatie functionalisten was architectuur een kwestie van ontwerpen van zuivere constructies voor zuivere functies. Wij vonden dat ook de schoonheid van de vorm belangrijk was", en: "Form follows function is waar, maar niet helemaal waar".

## Kenmerken
De architecten van Groep '32 lieten zich onder meer inspireren door de bouwkunst uit het verleden, met name de Nederlandse classicistische barok. Hun bouwwerken zijn te herkennen aan gebogen muren en kromme lijnen en andere kenmerken van de barok. Een van de productiefste architecten van deze groep was Van Ravensteijn. Hij werkte aanvankelijk in de trant van De Stijl, maar later werkte hij steeds meer met de eerdergenoemde gebogen wanden en kromme lijnen.

## Leden
Groep '32 heeft veel bekende architecten als lid gehad. Na een paar jaar samenwerking trad in 1938 een scheiding op tussen De 8 en Groep '32, waarbij een deel van de oorspronkelijke Groep '32 leden in De 8 achterbleven, en een enkele De 8'ers juist in Groep '32 opgingen. De leden die Groep '32 over de jaren gehad heeft zijn in alfabetische volgorde (met tussen haakjes de jaren van lidmaatschap):
Albert Boeken (1932-51), A. Elzas (1932-?), Giesen (1932-1950), Gerard Holt, J.P. Kloos, Auke Komter (1932-1950), W. La Croix (1932-?), Harry Elte (1932-?), Koen Limperg (1932-1934), H. Mastenbroek (1932-1938), S.D. Neter (1932-1938), Nuyten (1932-1950), Sybold van Ravesteyn, Karel Sijmons(1932-1950), Arthur Staal (1932-1950), T. Wagenaar (1932-?), Simon van Woerden (1932-1950), P. Worm (1932-?) Piet Zanstra (1932-?).